# 松本哲哉 (医学者)
松本 哲哉（まつもと てつや、Tetsuya MATSUMOTO) は、日本の医師、医学者。学位は医学博士（長崎大学・1993年）。国際医療福祉大学大学院医学研究科・教授、国際医療福祉大学成田キャンパス 感染症学・主任教授（兼任）、国際医療福祉大学成田病院 国際臨床感染症センター 感染制御部・部長（兼任）。
日本化学療法学会・理事長、日本臨床微生物学会・理事長なども務める。

## 略歴
- 1981年 - 長崎県立長崎南高校 卒業[7]
- 1987年 - 長崎大学医学部 卒業、長崎大学医学部附属病院（現 長崎大学病院） 第2内科入局
- 1993年 - 長崎大学大学院 修了（医学博士）
- 1993年 - 東邦大学医学部 助手（微生物学講座）
- 2000年 - ハーバード大学 留学（Brigham And Women's Hospital，Channing Laboratory）
- 2004年 - 東邦大学医学部 講師（微生物学講座）
- 2005年 - 東京医科大学医学部 主任教授（微生物学講座）
- 2007年 - 東京医科大学病院 感染制御部 部長（兼務）
- 2016年 - 東京医科大学 茨城医療センター感染制御部 部長（兼務）
- 2018年 - 国際医療福祉大学医学部 感染症学講座 主任教授 ほか

## 所属学会
- 日本化学療法学会・理事長
- 日本臨床微生物学会・理事長
- 日本環境感染学会・評議員
- 日本感染症学会・評議員